# Heinrich Wilhelm Thon
Heinrich Wilhelm Thon (* 25. Februar 1835 in Waldkappel; † 10. August 1898 ebenda) war ein deutscher Gutsbesitzer und Mitglied des Kurhessischen Kommunallandtages des preußischen Regierungsbezirks Kassel.

## Leben
Heinrich Wilhelm Thon wurde als Sohn des Landwirts Eckhard Thon und dessen Ehefrau Wilhelmine Katharine Feige geboren. Er bewirtschaftete den elterlichen Gutshof, engagierte sich in der Kommunalpolitik und wurde Mitglied im Stadtrat von Waldkappel. Am 21. Februar 1872 wurde er nahezu einstimmig zum Abgeordneten des Kurhessischen Kommunallandtages des preußischen Regierungsbezirks Kassel gewählt. Er hatte sich als einer der Vertreter aus dem Stand der höchstbesteuerten Grundbesitzer und Gewerbetreibenden aus dem Landkreis Eschwege zur Wahl gestellt und kam als Nachfolger des Johann Trieloff in das Parlament, wo er bis zum Jahre 1874 blieb.